# Olpidium appendiculatum
Olpidium appendiculatum är en svampart som beskrevs av Karling 1966. Olpidium appendiculatum ingår i släktet Olpidium och familjen Olpidiaceae.   Inga underarter finns listade i Catalogue of Life.